# Schweizer Küche

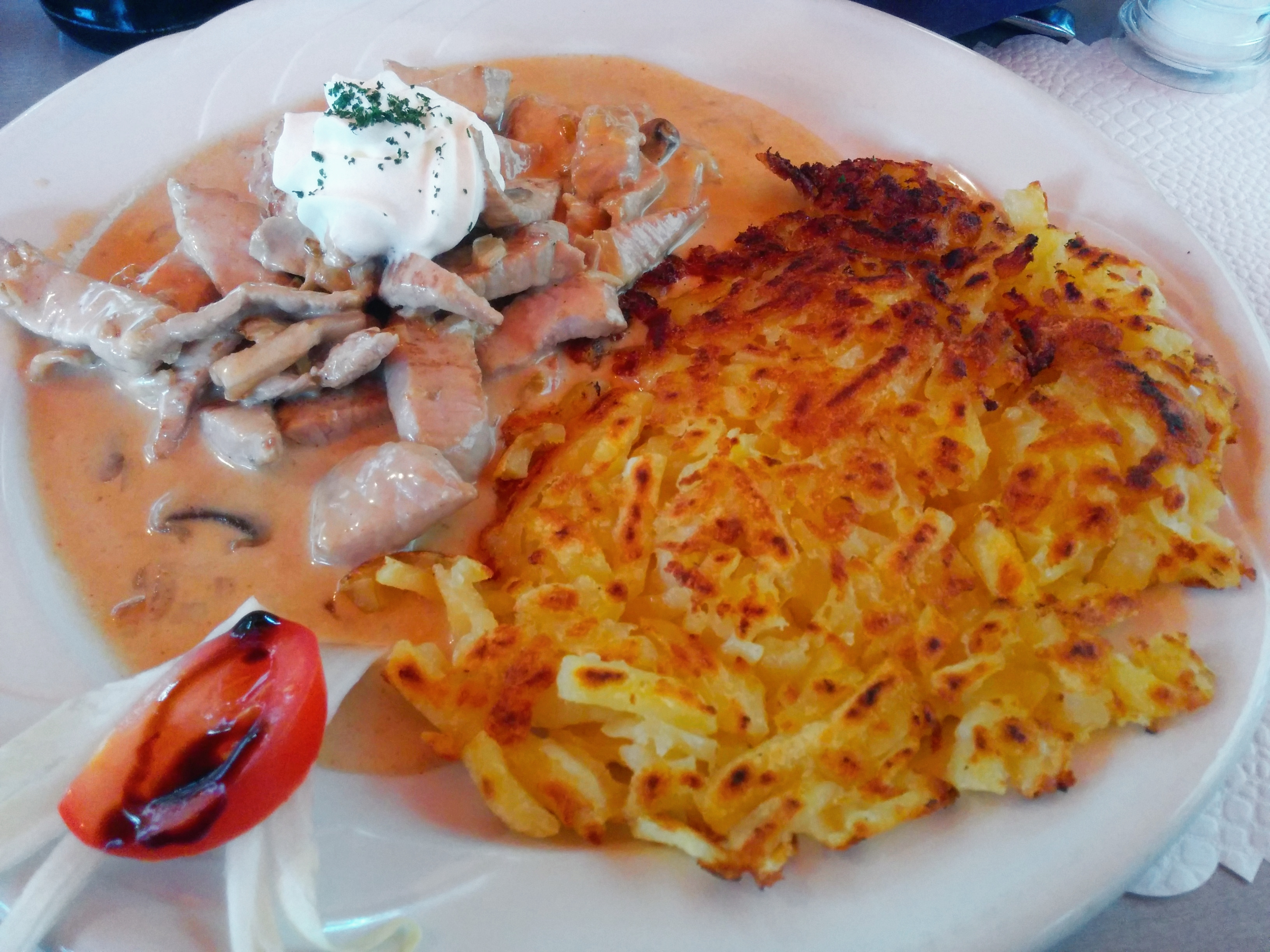
Zürcher Geschnetzeltes mit Rösti

Die Schweizer Küche verbindet Einflüsse aus der deutschen, französischen und norditalienischen Küche. Sie wird durch eine breite Vielfalt an regionalen Eigenheiten und Spezialitäten geprägt, welche traditionell den verschiedenen Kantonen zugeordnet werden können. Viele Gerichte haben allerdings die örtlichen Grenzen überschritten und sind in der ganzen Schweiz sowie auch jenseits der Landesgrenzen beliebt.

## Regionale Verteilung
Einen Überblick über die traditionelle Küche der Schweiz, die meist regional geprägt ist, verschafft die Datenbank Kulinarisches Erbe der Schweiz.

### Deutschschweiz

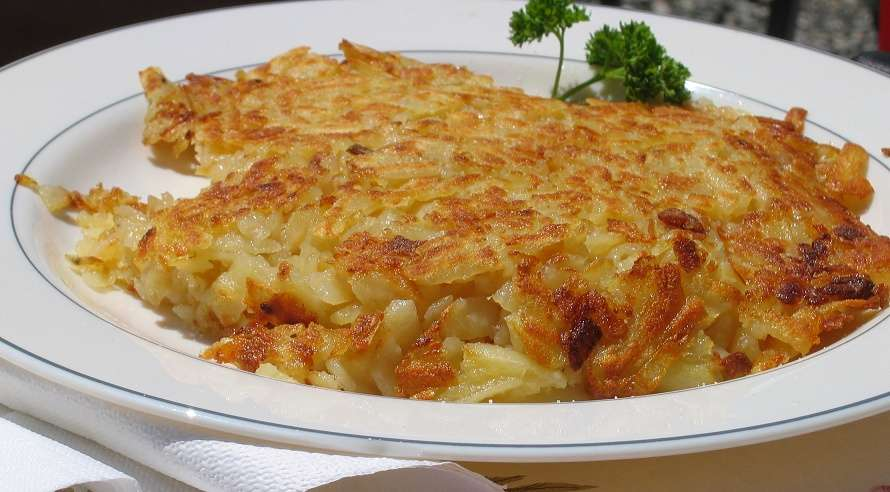
Rösti

In der Deutschschweizer Küche ist die sogenannte Rösti eine oft verwendete Beilage. Die Rösti ist ein flacher, in heisser Butter oder Fett in der Pfanne ausgebackener Fladen aus geriebenen gekochten (Gschwellti) (Pellkartoffeln) oder rohen Kartoffeln, die nur durch die in den Kartoffeln enthaltene Stärke gebunden werden. Da in der Westschweiz die Zubereitung von Rösti nicht zur traditionellen Küche gehört, wird die Grenze zwischen der deutsch- und der französischsprachigen Schweiz oft scherzhaft-ironisch als Röstigraben (fr. Barrière des Röstis) bezeichnet. Heute ist die Rösti jedoch auch in der Westschweiz ein fester Bestandteil der Esskultur.

#### Appenzell
Eine Appenzeller Spezialität ist der Biber, ein Bild-Lebkuchen, der vor dem Backen in ein Holzmodel gepresst wird. Ebenfalls bekannt sind der Appenzellerkäse, der Appenzeller Käsefladen, die Appenzeller Siedwürste sowie die Mostbröckli. Als Spezialität im Bereich der Getränke gelten der Appenzeller Alpenbitter und das Appenzeller Bier Quöllfrisch. Als weitere Getränke stammen Flauder, Wonder und Himml aus dem Appenzellerland.

#### Basel-Stadt
Die bekanntesten Basler Gerichte sind Basler Mehlsuppe, Käsewähe (ein flacher Kuchen mit Käse und Zwiebeln) und Fasnachtskiechli, die alle traditionell an der Fasnacht serviert werden, suuri Lääberli (saure, geschnetzelte Leber) und als Süssspeise Basler Läckerli.

#### Bern

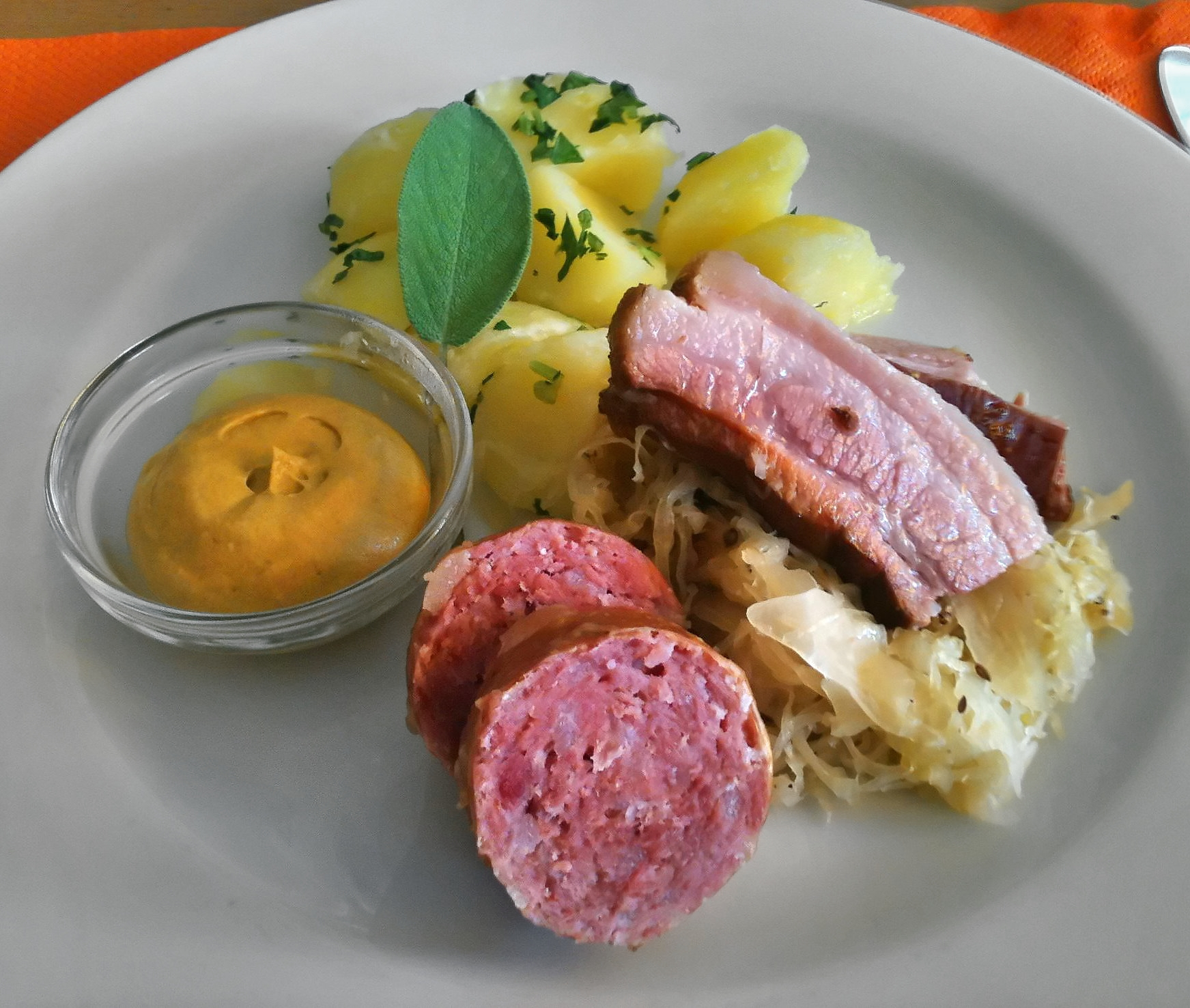
Berner Platte

Bern steuert zur Schweizer Küche die währschafte Berner Platte bei, den Emmentaler und Berner Hobelkäse, wie auch das Dessert Meringue, üblicherweise mit Schlagrahm (Schlagsahne) serviert. Zum Berner Zibelemärit gehört der traditionelle Zibelechueche. Der Berner Lebkuchen zeichnet sich dadurch aus, dass er mit Haselnüssen zubereitet wird. Ebenfalls mit Haselnüssen hergestellt wird das süsse Gebäck Meitschibei.

#### Glarus
Die Glarner Pastete ist eine Süssgebäck-Spezialität aus dem Schweizer Kanton Glarus. Bekannt ist auch der Schabziger, ein gereifter Sauermilchkäse aus Ziger, Salz und Schabzigerklee.

#### Graubünden

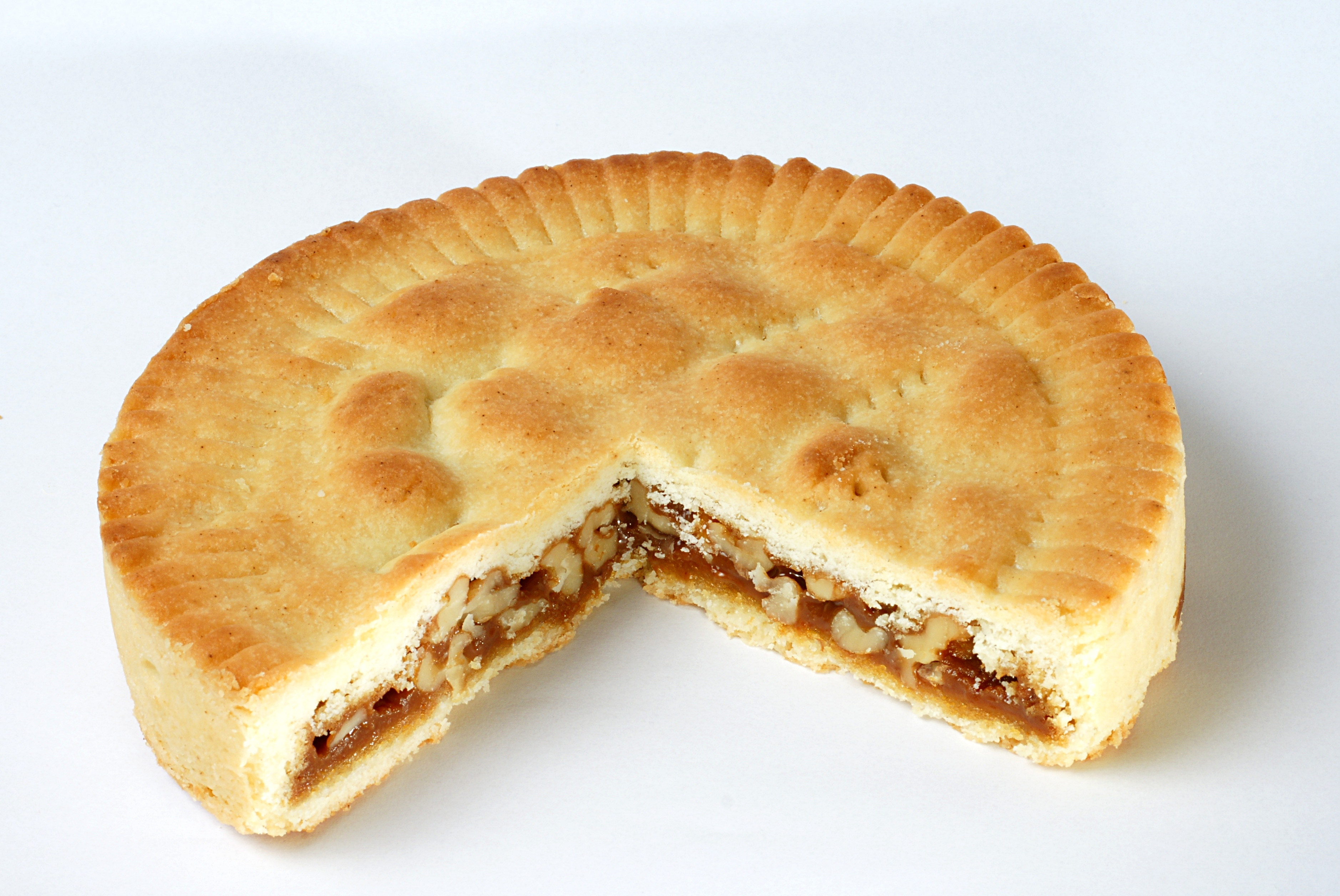
Bündner Nusstorte

Typische Bündner Gerichte sind Pizzoccheri (ein Eintopf aus Buchweizennudeln mit verschiedenem Gemüse und Käse), Capuns (Rouladen aus Mangold oder Lattich, gefüllt mit Spätzleteig), Maluns, Pizokels, Churer Fleischtorte, das Birnbrot (eine dünne Schicht Brotteig gefüllt mit einer Mischung aus gedörrtem Obst, Nüssen und Brotteig) und die Bündner Nusstorte. Nicht zu vergessen ist die Bündner Gerstensuppe (mit Speck) und Plain in Pigna (eine Art Rösti mit Speck und Wurst).

#### St. Gallen
Aus St. Gallen stammt die OLMA-Bratwurst, der Name leitet sich von der «Ostschweizerischen Land- und Milchwirtschaftlichen Ausstellung» ab – heute OLMA Schweizer Messe für Landwirtschaft und Ernährung. Auch bekannt ist der St. Galler Schüblig, ebenfalls eine Wurst, und das St. Galler Brot. Des Weiteren wird im St. Galler Rheintal Ribel gegessen, eine Art Brei aus Mais, der sowohl süss als auch salzig zubereitet wird. Wie auch im benachbarten Appenzell ist auch in St. Gallen der Biber bekannt. Daneben ist insbesondere im Fürstenland der Mandelfisch eine bekannte Spezialität.

#### Zentralschweiz
Aus der Zentralschweiz stammen Älplermagronen (Makkaroni, Kartoffeln, Käse, Rahm und geröstete Zwiebeln), verschiedene Käsegerichte, die Luzerner Chügelipastete (eine Pastete gefüllt mit Brätklösschen an einer weissen Sauce), Eintopfgerichte wie Hafenchabis und Stunggis und die Zuger Kirschtorte (mit Kirsch und nicht mit Kirschen).

#### Zürich
Die Zürcher Spezialität ist das "Züri-Gschnätzlets" (Zürcher Geschnetzeltes), Kalbfleisch, Kalbsnieren und Champignons an einer Rahmsauce, dazu gibt es Rösti. Ebenfalls aus Zürich kommt das vom Schweizer Arzt Maximilian Oskar Bircher-Benner um 1900 entwickelte und heute weltweit bekannte Birchermüesli. Weniger bekannt sind die Zürcher Läckerli oder Züriläckerli, die aus einer Mandel- oder Nussmasse bestehen. Zur Weihnachtszeit gibt es in Zürich die Tirggel, ein trockenes Honiggebäck, das in speziellen Bilderformen gebacken wird.

### Romandie

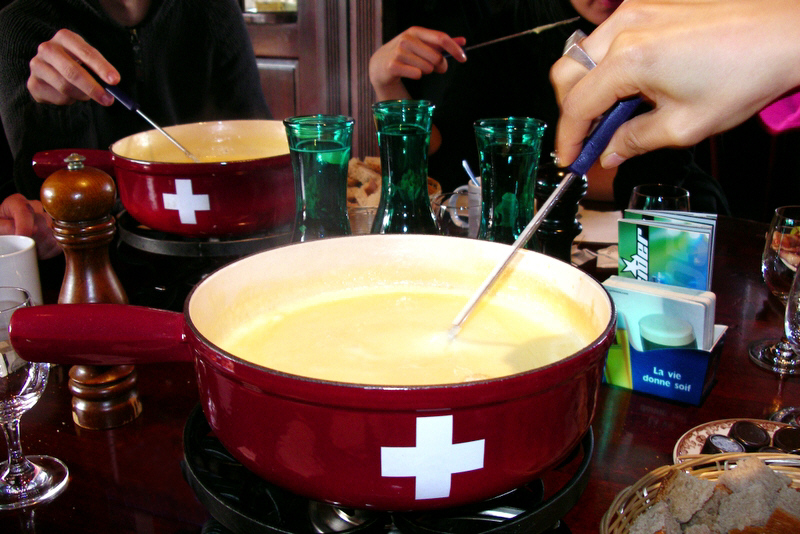
Fondue

Aus der französischsprachigen Schweiz stammen Käsefondue, Walliser Raclette und Käseschnitte, die heute in der ganzen Schweiz sowie auch international beliebt sind und stellvertretend für die Schweizer Küche stehen.
In der Gegend des Genfersees, Neuenburgersees und Bielersees sind Fischgerichte sehr beliebt, insbesondere Felchen, Egli und Forellen.
In der ganzen Romandie beliebt sind verschiedene primär aus Schweinefleisch hergestellte Rohwürste zum selber Kochen, die unter der Bezeichnung Saucisson angeboten werden und entweder pochiert oder auf Gemüse gegart werden. Am Bielersee werden im Brennkessel gegarte Saucissons als Treberwurst angeboten.
An Desserts sind insbesondere der Gâteau du Vully («Nidlechueche») und die Moutarde de Bénichon zu erwähnen, welche ihren Ursprung beide im Kanton Freiburg haben.

#### Wallis
Typische regionale Produkte des Kantons Wallis sind das runde Walliser Roggenbrot, das magere, gesalzene und durch Lufttrockenreifung haltbar gemachte Rindfleisch, das Walliser Trockenfleisch und der Walliser Safran.
Der Walliser Teller  besteht aus in dünnen Scheiben geschnittenem Walliser Trockenfleisch, Walliser Trockenspeck und Walliser Rohschinken aus Schweinefleisch, Walliser Trockenwurst  aus Rind- und Schweinefleisch sowie Walliser Roggenbrot und Walliser Käse (Schnitt- und/oder Hobelkäse).
Ein weiteres typisches Gericht aus dem Kanton Wallis ist das Gesottene (walliserdeutsch Gsottus), das aus luftgetrocknetem und gekochtem Walliser Schweine- und Rindfleisch, Speck und Wurstwaren besteht und zusammen mit Sauerkraut oder Weisskohl und Kartoffeln serviert wird.
Ebenfalls aus dem Wallis stammt eine Art Gemüse-Kuchen namens Cholera etwa aus Kartoffeln, Äpfeln und Käse, dessen Rezeptur während einer Cholera-Epidemie aus der Not entwickelt worden sein soll.
Als typische Weine gelten der Walliser Weisswein Fendant und der Walliser Rotwein Dôle. Als echte Raritäten sind sowohl die Walliser Rotweinsorten Durize und Eyholzer als auch die Walliser Weissweinsorten Amigne, Gletscherwein, Heida, Himbertscha, Lafnetscha, Mennas, Planscher und Resi zu erwähnen.

### Tessin

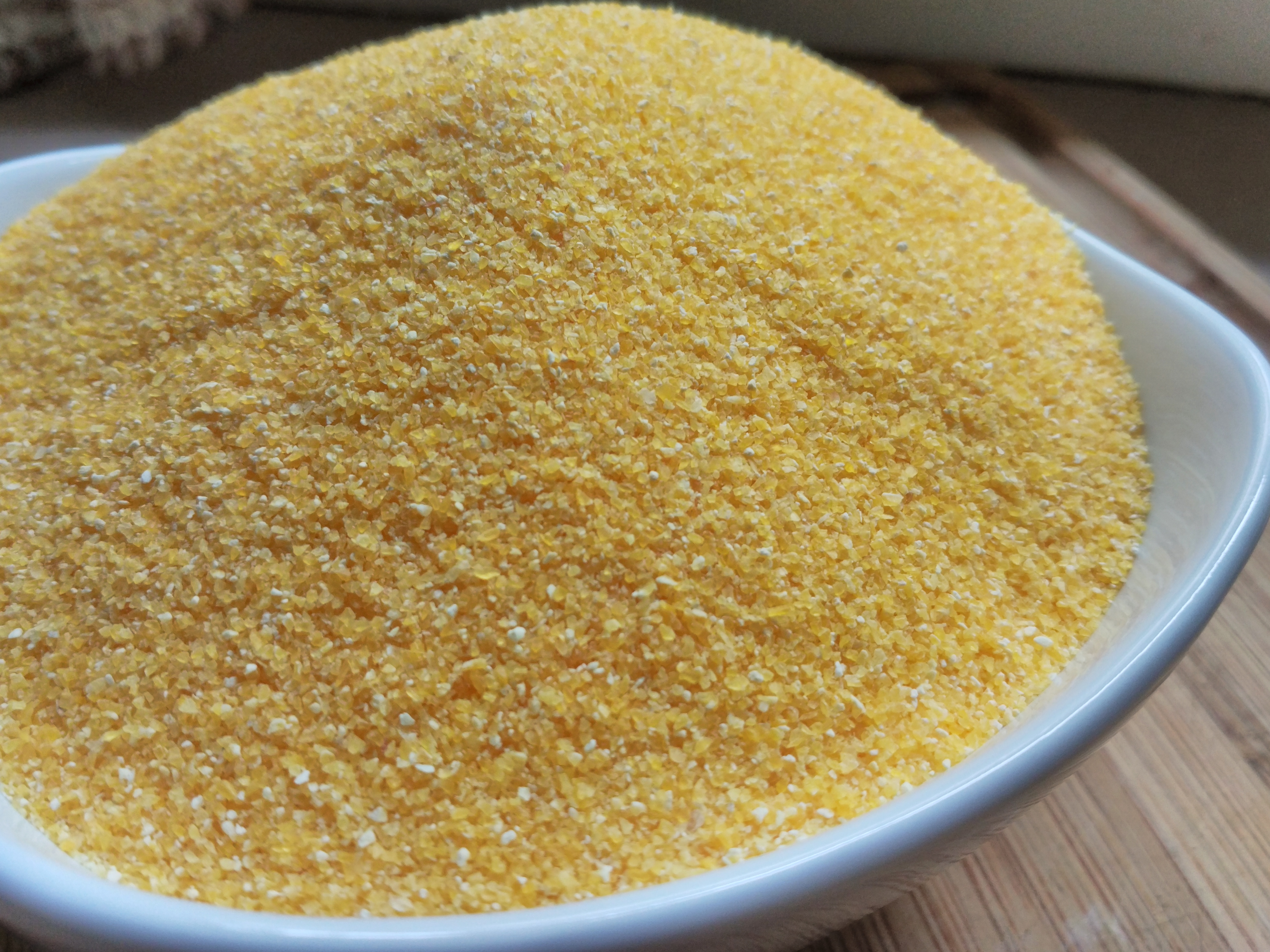
Polenta

Aus dem Tessin kommt die Polenta, ein schnittfester Maisbrei, der dort mit Käse gemischt als Hauptgericht oder als Beilage Tradition hat, ebenfalls die Marroni (Esskastanien), die in der ganzen Schweiz im Winterhalbjahr entweder geröstet noch heiss am Strassenrand verkauft oder als Vermicelles (gekocht und gezuckert und dann durch eine Presse hindurch spaghettiartig angerichtet) zum Dessert serviert werden.

### Nationale Küche
Neben den regionalen Spezialitäten gibt es auch Schweizer Gerichte, die keiner Region zugeordnet werden können. Sie entstanden meist erst im 20. Jahrhundert und wurden über die Medien oder über Kochbücher wie diejenigen von Betty Bossi bekannt.
Zu ihnen gehören der auch in Deutschland beliebte Toast Hawaii (Toastbrot mit Käse, Schinken und Ananas), Riz Casimir (Reis mit Fleisch und Früchten an Currysauce) und Pasta Cinque Pi (Teigwaren mit einer Sauce aus den «fünf P» panna, parmigiano, pomodoro, prezzemolo und pepe). Das 1900 von Max Bircher-Benner erfundene Müsli gehört nicht nur zur Schweizer, sondern zur gesamteuropäischen Frühstückskultur.

## Aufteilung nach Produkten

### Fleisch
Spezialitäten, die nur im Bergklima hergestellt werden können, sind das Walliser Trockenfleisch und das Bündnerfleisch, der luftgetrocknete Walliser Rohschinken und der Bündner Rohschinken sowie der luftgetrocknete Walliser Trockenspeck und die luftgetrocknete Walliser Hauswurst. Aus der Ostschweiz stammt das Mostbröckli, geräuchertes und mit vergorenem Apfelsaft gewürztes Rind- oder Pferdefleisch. In den deutschsprachigen Kantonen der Nordschweiz findet man den Schüblig, eine herzhafte Wurst. Der Cervelat ist die wohl beliebteste Wurst der Schweiz.

### Käse

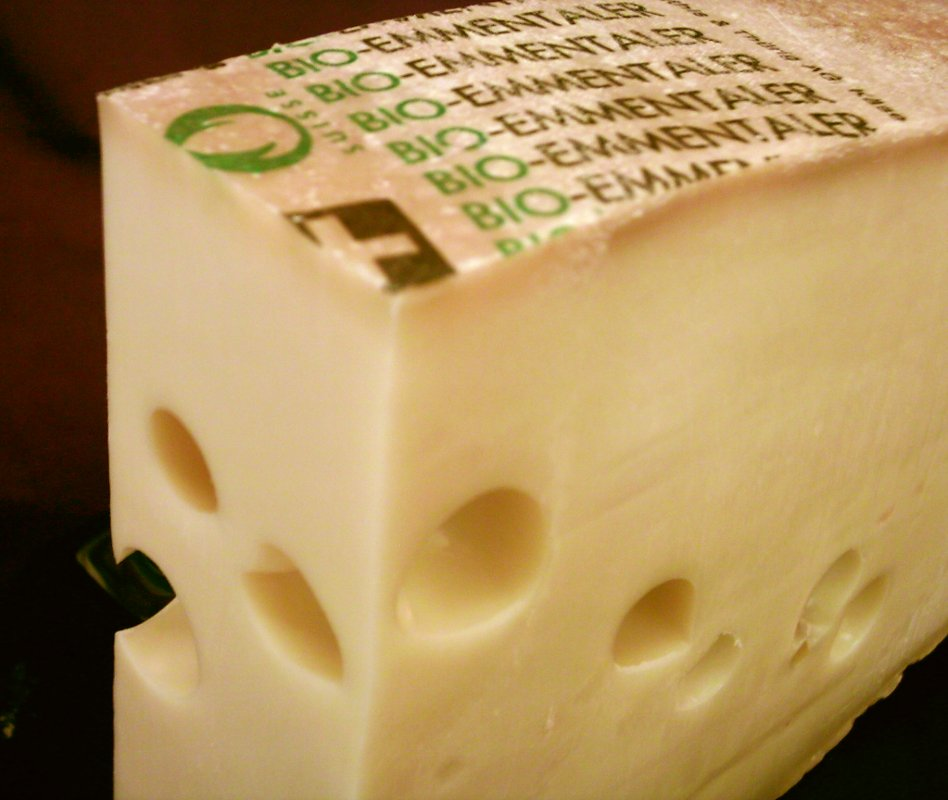
Emmentaler

Natürlich gehören auch die Schweizer Käse zur Schweizer Küche: In der Schweiz am beliebtesten ist der Greyerzer (bzw. Gruyère) aus den Waadtländer Alpen oder aus Freiburg, den es in milden und rezenten (kräftigen) Varianten gibt, inklusive L’Etivaz. An zweiter Stelle kommt der Emmentaler mit grossen Löchern, der in riesigen Laiben hergestellt wird. Der Innerschweizer Sbrinz, der Berner Alpkäse und der Walliser Hobelkäse  gehören zu den extraharten Käsen, die gerieben über die Speisen gestreut oder in sehr dünnen gehobelten Scheiben gegessen werden. Eine Käsespezialität aus dem Jura ist der Tête de Moine (Mönchskopf), so genannt, weil beim zylindrischen Laib oben die Rinde entfernt wird, worauf er von oben nach unten mit einer Girolle zu Rosetten gehobelt wird und im Aussehen an eine Tonsur erinnert. Aus der französischsprachigen Schweiz kommt der Vacherin Mont-d’Or, ein rezenter Weichkäse. Der Appenzellerkäse ist besonders würzig, da er beim Reifen mit einer Sulz aus Wein, Kräutern und Gewürzen eingerieben wird. Der Glarner Schabziger, ein harter, mit Schabzigerklee gewürzter Käse, wird hauptsächlich zum Würzen verwendet.
Siehe auch: Käseherstellung in der Schweiz

### Gebäck

#### Süss- und Backwaren
Die Schweiz besitzt eine grosse Tradition im Bereich der Süsswaren und der Schokoladeherstellung. Die deutschsprachige Schweiz bevorzugt eher Milchschokolade und die französischsprachige Schweiz eher die dunkle Schokolade. Traditionelle Schweizer Schokolade hat meistens Tafelform.
Typische Backwaren sind Nidelfladen und die Wähe/Kuchen/Dünnen/Fladen/Gateau, die sowohl süss als auch salzig zubereitet werden, ein dünner Mürbe- oder Blätterteig, der mit Früchten oder Gemüse und einem Eierguss gebacken wird. Regionale Schweizer Spezialitäten sind die Aargauer Rüeblitorte (Möhrentorte) oder die Zuger Kirschtorte. Schweizer Käsekuchen ist nicht süss, sondern salzig: eine Wähe ohne Gemüse oder Früchte, nur mit Käse-Eierguss, in dem sich häufig auch noch gehackte Zwiebeln befinden. Einen eigenen Beitrag zur Schweizer Gebäcktradition leistete die Schweizer Armee mit dem trotz seines neutralen Geschmacks beliebten Militärbiscuit.

#### Brot
Die Schweiz hat unzählige Brotsorten und auch kleinere Bäckereien bieten gewöhnlich ein Dutzend davon an. In der französisch- und in der italienischsprachigen Schweiz werden Weissbrotsorten vorgezogen, in der deutschsprachigen Schweiz eher Graubrot, das mehrheitlich mit Hefe hergestellt wird. Bereits im 15. Jahrhundert hatte der Luzerner Stadtarzt Hans Hartmann das Zürcher Brot gelobt. Bekannte Brotsorten, die heute fast überall erhältlich sind, sind das knusprige Basler Brot in länglichen Laiben, das runde St. Galler Brot, das Tessinerbrot («Tessinerli») mit Ölzusatz, der «Luzerner Weggen» (ein Sauerteigbrot), das lange haltbare, sehr dunkle Walliser Roggenbrot mit Sauerteig und die „Züpfe“ (Berndeutsch) oder der Butterzopf, ein helles Zopfbrot aus leicht gesalzenem Butter-Hefeteig, das üblicherweise am Sonntag gegessen wird. In der Deutschschweiz am verbreitetsten ist Ruchbrot in regionalen Varianten des Mischbrots. Schweizer Brot ist deutlich kürzer haltbar als deutsches Brot, da es in der Regel nicht mit Sauerteig, sondern mit Hefe hergestellt wird. Aus diesem Umstand heraus erklärt sich auch die Tatsache, dass Schweizer Brotlaibe deutlich kleiner sind als deutsche. Als einziges Brot in der Schweiz ist «Walliser Roggenbrot» eine geschützte Ursprungsbezeichnung (GUB, französisch appellation d'origine protégée, AOP).

### Getränke
In der Schweiz sehr beliebt ist das Süssgetränk Rivella. Das im Aargau produzierte Getränk konnte sich international allerdings bis jetzt nur in den Niederlanden durchsetzen. Auch die Ovomaltine ist eines der beliebtesten Schweizer Getränke. Im Gegensatz zu Rivella hat sich Ovomaltine weltweit verbreitet, mehrheitlich unter dem Namen Ovaltine.

#### Wein
In der Schweiz werden einige hochwertige Weine produziert, die allerdings kaum in den Export kommen. Der bekannteste Schweizer Weisswein ist der Fendant und der bekannteste Rotwein der Dôle, die aus der grössten Weinregion der Schweiz kommen. 40 % aller in der Schweiz erzeugten Weine stammen aus dem Kanton Wallis. In jedem der 26 Kantone gibt es Weinberge.
Siehe auch: Weinbau in der Schweiz

#### Bier
Vor allem in der deutschsprachigen Schweiz ist auch Bier ein beliebtes Getränk, wobei das Schweizer Lagerbier weniger stark gehopft ist als das deutsche Pilsner.
Siehe auch: Liste aktiver Brauereien in der Schweiz

#### Kaffee
Ein weiteres typisches Getränk ist Milchkaffee, halb Milch und halb Kaffee, der zum Frühstück getrunken werden kann. Zu anderen Zeiten wird der Kaffee in Restaurants praktisch immer und zu Hause oft mit einer Espressomaschine hergestellt, wobei ganz kleine (Ristretto), kleine (Espresso) wie auch grössere Tassen Café Crème (mit Kaffeerahm oder Schale Gold mit Milch) erhältlich sind. Der typische Schweizer Espresso hat um 50 ml Inhalt.
Siehe auch Liste Schweizer Kaffeespezialitäten